# Biopsia cerebrale
La biopsia cerebrale è la rimozione di un piccolo pezzo di tessuto cerebrale per la diagnosi di anomalie del cervello. È usata per diagnosticare tumori, infezioni, infiammazioni e altri disturbi cerebrali. Esaminando il campione di tessuto al microscopio, il campione bioptico fornisce informazioni sulla diagnosi e sul trattamento appropriati. 

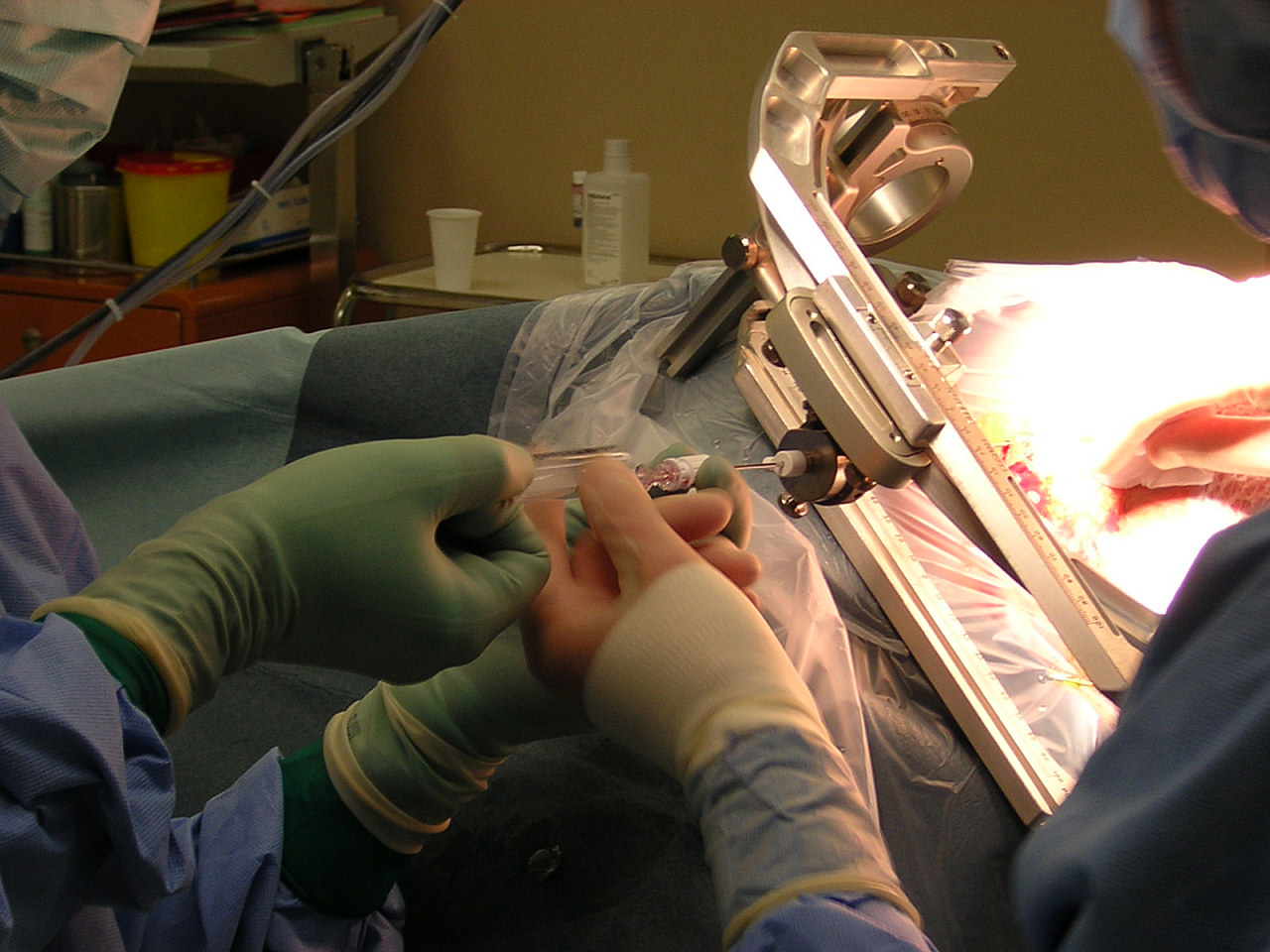
Biopsia cerebrale sotto chirurgia stereotassica.

## Indicazioni
Dati i potenziali rischi che circondano la procedura, la biopsia cerebrale è indicata solo se altri approcci diagnostici come la risonanza magnetica non sono stati sufficienti a mostrare la causa dei sintomi e se si ritiene che i benefici della diagnosi istologica influenzeranno il piano di trattamento. 
Se la persona ha un tumore al cervello, la biopsia è sensibile al 95%. La procedura può essere utile anche nelle persone immunocompromesse e che hanno prove di lesioni cerebrali che potrebbero essere causate da infezioni opportunistiche. In altri gruppi, in particolare quelli con malattie neurologiche inspiegabili, una diagnosi viene raggiunta eseguendo una biopsia nella metà dei casi in cui viene eseguita e ha un utile effetto pratico nel 30% delle persone. Se si sospetta un'angioite primaria del sistema nervoso centrale (PACNS), è molto probabile che la biopsia cerebrale influenzi positivamente il piano di trattamento.

## Procedura

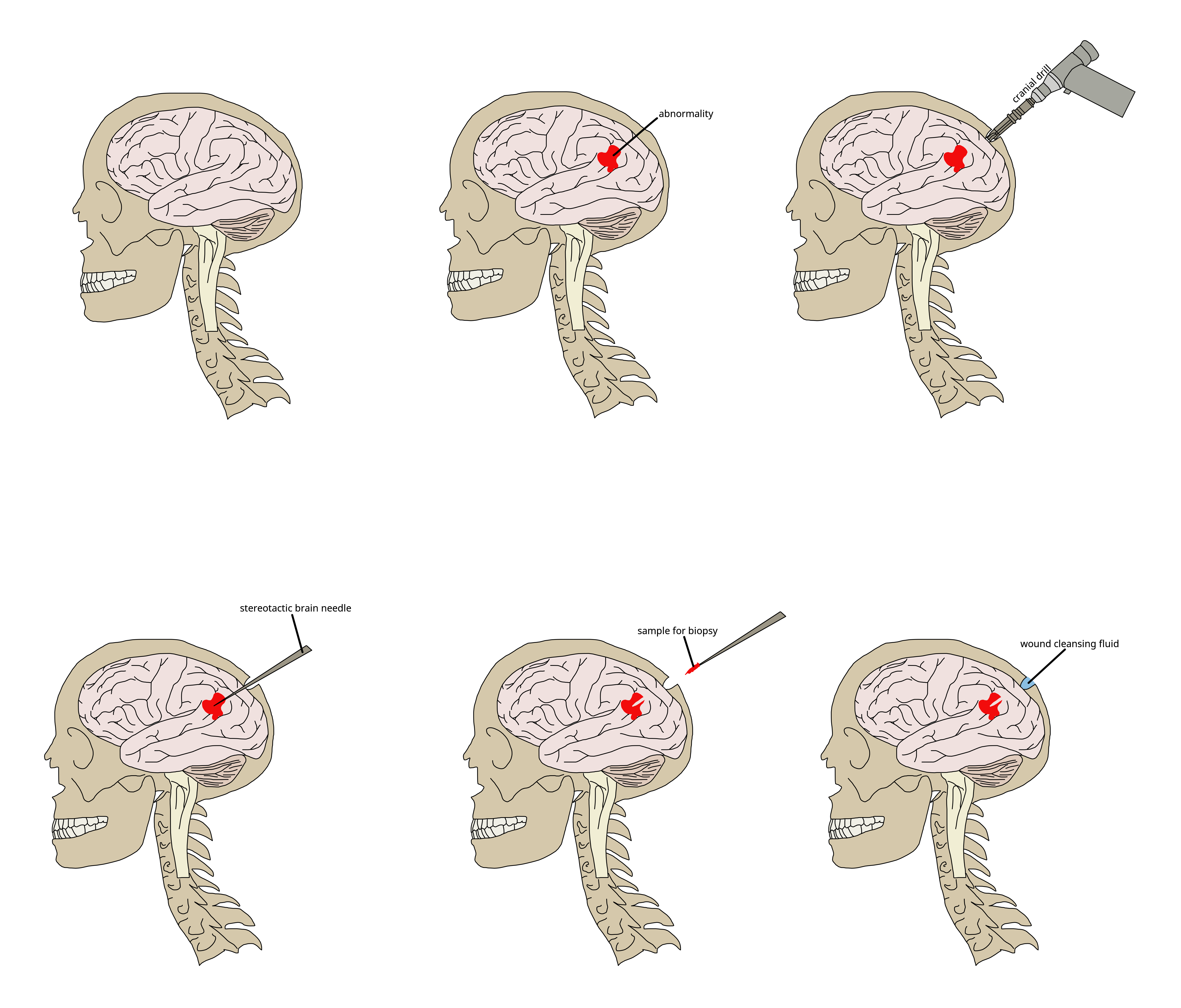
Rappresentazione semplicistica di una biopsia cerebrale stereotassica

Le procedure sono classificate in stereotassica, ago e aperta. La stereotassica è la meno invasiva mentre l'apertura la più invasiva. 
Quando si sospetta un'anomalia del cervello, la biopsia con ago cerebrale stereotassica (sondaggio in tre dimensioni) viene eseguita e guidata con precisione da un sistema informatico per evitare gravi complicazioni. Un piccolo foro viene praticato nel cranio e un ago viene inserito nel tessuto cerebrale guidato da tecniche di imaging assistito da computer (scansioni TC o MRI). Storicamente, la testa del paziente era tenuta in una cornice rigida per dirigere la sonda nel cervello; tuttavia, dall'inizio degli anni '90, è stato possibile eseguire queste biopsie senza il telaio di supporto. Questo progresso è meno invasivo e meglio tollerato dal paziente. Il medico (patologo) prepara il campione per l'analisi e lo studia ulteriormente al microscopio. 

## Preparazione
Viene eseguita una scansione cerebrale tramite tomografia computerizzata o MRI per trovare la posizione in cui verrà eseguita la biopsia. Prima della biopsia, il paziente viene posto in anestesia generale. 

## Dopo cura
Il paziente viene monitorato nella sala di risveglio per diverse ore dopo la biopsia. Le valutazioni neurologiche vengono eseguite una volta che il paziente è completamente sveglio e, in assenza di deficit, la maggior parte dei pazienti può essere dimessa il giorno dopo l'intervento. 

## Rischi
La procedura è invasiva e include i rischi associati all'anestesia e alla chirurgia. Possono verificarsi lesioni cerebrali a causa della rimozione del tessuto cerebrale. La cicatrice risultante lasciata sul cervello può innescare convulsioni. 
Se viene eseguita una biopsia cerebrale per un possibile tumore (che contiene più vasi sanguigni), il rischio di morte è dell'1% e il rischio di complicanze del 12%. Per malattie neurologiche inspiegabili, non c'è rischio di morte e un tasso di complicanze del 9%; le complicanze erano più comuni nel PACNS.

## Interpretazione
Varie anomalie cerebrali possono essere diagnosticate mediante analisi microscopica del campione di tessuto. Il patologo (un medico esperto in come la malattia colpisce i tessuti del corpo) cerca una crescita anormale, cambiamenti nelle membrane cellulari e/o raccolte anormali di cellule. Nella malattia di Alzheimer, la corteccia cerebrale contiene raccolte anormali di placche. Se si sospetta un'infezione, l'organismo infettivo può essere coltivato dal tessuto e identificato. La classificazione dei tumori è possibile anche dopo la biopsia. 